# Otto Satzinger
Otto Satzinger (* 21. Juli 1878 in Wien; † 6. Mai 1945) war ein österreichischer Wasserspringer. Er nahm 1906 an den Olympischen Zwischenspielen in Athen teil und errang im Wasserspringen eine Bronzemedaille.